# 1830 no cinema

## Nascimentos
| Data       | Nome                | Profissão                                                     | Nacionalidade | Observações | Ref |
| ---------- | ------------------- | ------------------------------------------------------------- | ------------- | ----------- | --- |
| 5 de março | Étienne-Jules Marey | inventor e cronofotógrafo, pioneiro da fotografia e do cinema | França        | m. 1904     |     |

## Mortes
| Data | Nome | Profissão | Nacionalidade | Observações | Ref |
| ---- | ---- | --------- | ------------- | ----------- | --- |